# Commercial Union Assurance Masters 1973
Il Masters 1973 (chiamato anche Commercial Union Assurance Masters 1973 per motivi di sponsorizzazione) è stato un torneo di tennis giocato sui campi in sintetico indoor del Boston Garden a Boston negli Stati Uniti. È stata la 4ª edizione del torneo di singolare di fine anno ed era parte del Commercial Union Assurance Grand Prix 1973. Il torneo si è giocato dal 4 all'8 dicembre 1973.

## Campioni

### Singolare
Ilie Năstase ha battuto in finale  Tom Okker con il punteggio di 6–3, 7–5, 4–6, 6–3